# 母体效应
母体效应（又譯作母性效應）指生物的表现型不仅由其基因和环境决定，而且会受到其雌性亲本的基因型和表型影响。目前认为，母亲卵子中的mRNA和蛋白质是该效应产生的原因。此外，母亲的环境也会对后代的性别，大小以及行为产生影响。同时，对于后代来说，该效应在其适应环境多样性方面有着重要意义。适应性的母体效应能够增加后代的适合度。母体效应的研究提出了表型可塑性这一概念，已经成了进化生物学当中的一个重要的概念。

## 遗传学中的母体效应

### 果蝇的胚胎發育
1950年代，加州理工學院的果蠅遺傳學者艾德‧路易斯(Ed Lewis)開始重建果蠅胚胎的構造。胚胎的一節發育為胸部，長出兩隻翅膀，三個小節長出六隻腳，其他的小節則冒出鬃毛或長出觸角。
1986-1990年間紐斯林-沃爾哈德和她的同事發表了一連串開創性的論文，確認了幾個 為胚胎頭和尾提供信號的因素。現在知道大約八種這樣的化學物質(主要是蛋白質)，是由果蠅在卵發育期間所製造，並且不對稱的沉積於卵內。這些母體因子(maternal factors)是由母蠅製作並存放。不對稱的沉積之所以可能，唯一的因素是因為卵本身是不對稱放置在母蠅的身體，因此使母蠅可把這些母體因子的一部分放在卵的頭部那端，另一部分放在尾部那端。

### 鸟类
专家们发现在家养的金丝雀中，那些含有更多黄雄激素的蛋产生的后代在种群的社会地位更高。同样的现象在另一种鸟类美洲骨顶中也有发现。该机制目前仍不清楚。

## 环境母体效应
母亲所处的环境及状态，也会影响子代的表型，而且这一过程与子代的基因型无关。

## 父体效应
同样的，也存在“父体效应”。研究指出精液中的成分会影响胚胎的早期发育 。

## 适应性母体效应
如果母体效应所导致的表型变化，增加了子代的适合度，这一类的母体效应称为适应性母体效应。